# خالد صقر

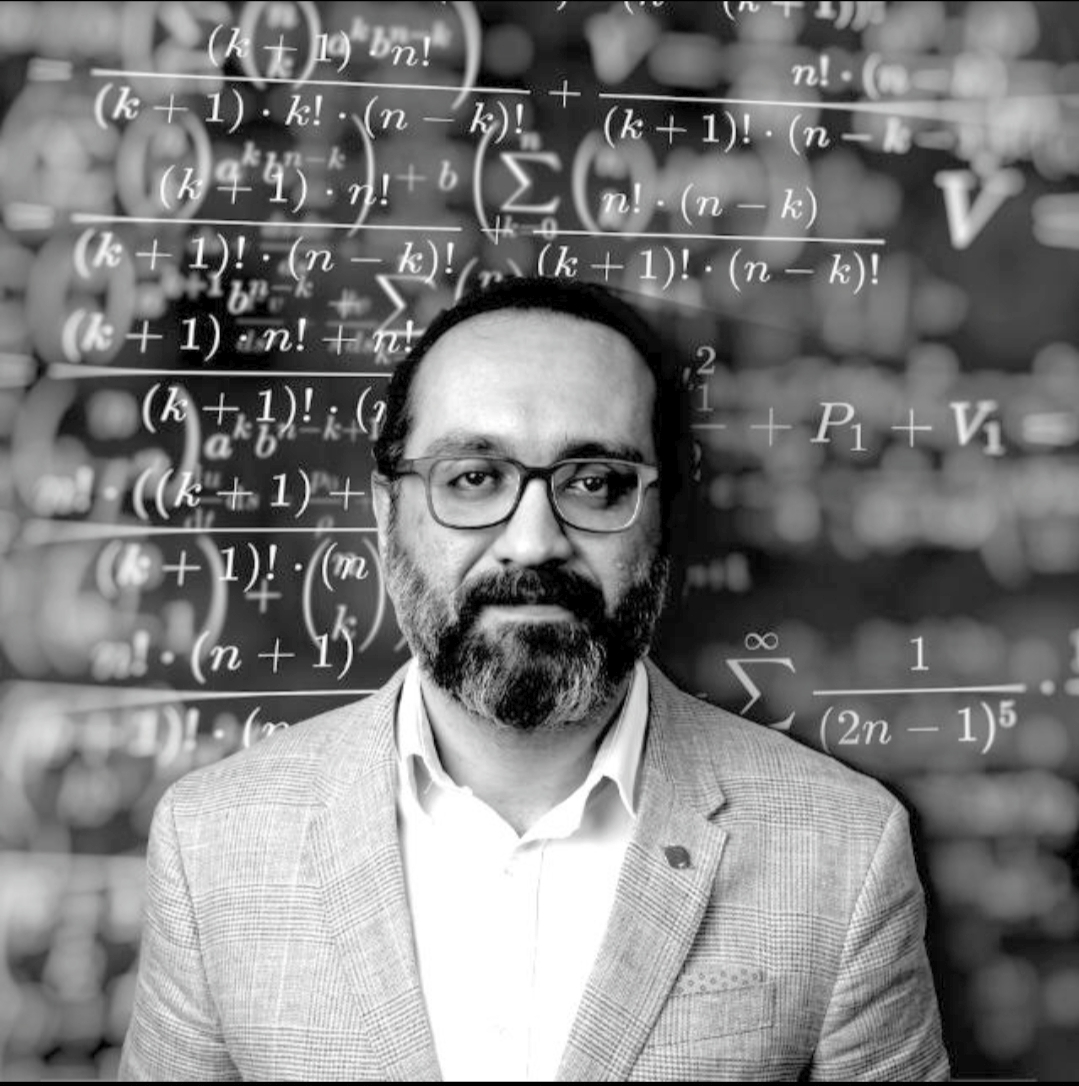

خالد محيي الدين صقر(19 فبراير 1982) أستاذ جامعي ومفكر وكاتب مصري، يحاضر بكلية الهندسة والتكنولوجيا بالأكاديمية العربية للعلوم و التكنولوجيا و النقل البحري، وأستاذ زائر بجامعة توهوكو Tohoku University باليابان وهو أحد مؤسسي مركز أبحاث الديناميكا الحيوية للأوعية الدموية الدماغية بجامعة الإسكندرية وباحث رئيسي به، وباحث ومحاضر زائر بجامعة ماليزيا التكنولوجية UTM، والدكتور خالد صقر متخصص في ديناميكا الموائع الحسابية والسريان الاضطرابي للموائع، له أكثر من خمسين بحثاً منشوراً في كبرى الدوريات العلمية المحكّمة وساهم بأكثر من خمس وعشرين بحثاً في مؤتمرات علمية دولية ، ويرأس تحرير مجلة CDF Letters الدولية المحكّمة المتخصصة في ديناميكا الموائع الحسابية. يشرف الدكتور خالد صقر على عدد من رسائل الماجيستير بالأكاديمية العربية للعلوم و التكنولوجيا و النقل البحري وجامعة UTM بماليزيا، كما يشارك في الإشراف على عدد من رسائل الدكتوراه بجامعات أجنبية مثل جامعتي Strathclyde و Aston بالمملكة المتحدة وجامعة UAB بالولايات المتحدة الأمريكية. بجانب تخصصه الأكاديمي فالدكتور خالد صقر له اهتمامات فلسفية وفكرية متنوعة وله العديد من المقالات المنشورة في صحف ومجلات ومراكز بحثية عربية تتنوع موضوعاتها بين الفلسفة والدين والسياسة وإدارة البحث العلمي، كما صدر له كتابان الأول بعنوان «الدولة المدنية والإسلام» والثاني بعنوان «في بناء الوعي»

## النشأة والتعليم
ولد في الإسكندرية في 19 فبراير 1982، وهو من عائلة صقر إحدى كبرى العائلات المنتشرة في محافظات الدلتا والصعيد، تلقى تعليمه في المدارس الحكومية بالمحافظة، وتعلق بالقراءة في سن مبكرة حيث كانت مكتبة والده عامرة بكتب متنوعة في العلوم والفلسفة والأدب والتاريخ باللغتين العربية والإنجليزية التي أتقنها في سن الثالثة عشرة، التحق بكلية الهندسة بجامعة الإسكندرية عام 1999 وتخرج من قسم الهندسة الميكانيكية بها عام 2004، ثم سافر بعد ذلك إلى ماليزيا ليحصل على ماجستير الهندسة الميكانيكية من جامعة UTM في عام 2008 ثم دكتوراه الفلسفة في الهندسة الميكانيكية من جامعة UTM عام 2011.

## الإنجازات الأكاديمية
عمل في عدد من المشاريع البحثية المختلفة أثناء عمله كباحث ماجستير ثم باحث دكتوراه ثم باحث زائر بجامعة UTM بماليزيا في مجالات تتعلق بمحاكاة أنظمة الطاقة وانتقال الحرارة والاحتراق والسريان الاضطرابي باستخدام ديناميكا الموائع الحسابية CFD، كما شارك بعد عودته إلى مصر في تأسيس مركز أبحاث الميكانيكا الحيوية للأوعية الدموية الدماغية RCCNB في عام 2013، وهو أول مركز بحثي متخصص في الميكانيكا الحيوية للأوعية الدموية في الشرق الأوسط، وهو أحد مراكز التميز العلمي التي تستضيفها جامعة الإسكندرية ويدعمها صندوق العلوم والتنمية التكنولوجية STDF التابع لأكاديمية البحث العلمي. حصل الدكتور خالد صقر على عدد من الجوائز منها جائزة أفضل بحث في المؤتمر الدولي لتطورات الموائع الحرارية IMAT لعام 2010 وجائزة التميز في النشر العلمي من كلية الهندسة والتكنولوجيا بالأكاديمية العربية للعلوم والتكنولوجيا لعام 2015 وحصل على الزمالة البحثية لجامعة UTM في عام 2013  كما حصل على الزمالة الفخرية من الأكاديمية الأفريقية للعلوم في عام 2018. يشغل الدكتور خالد صقر عضوية عدد من اللجان العلمية لمؤتمرات دولية متخصصة منها على سبيل المثال:
1. International Conference on Energy & Thermal Sciences (ICETS 2014)
2. International Marine and Offshore Engineering Coneference (IMOC 2014)
3. World Virtual Conference on Advanced Research in Mechanical & Materials Engineering (18-22 March 2014

- كما يتمتع بعضوية عدد من الجمعيات والمنظمات العلمية الدولية مثل iMechE و SAE و ACS و AIAA و IET.

قائمة بأبحاث الدكتور خالد صقر على موقع Google Scholar : Khalid M. Saqr - Google Scholar Citations

## الاهتمامات الفلسفية والفكرية
يهتم الدكتور خالد صقر بالفلسفة بشكل عام وفلسفة العلوم بشكل خاص، حيث يرى أن «الاهتمام بفلسفة العلوم هو خطوة أولى في طريق إحياء الحضارة الإسلامية و تجديد أصولها المعرفية المتكاملة، و سبيل لصناعة تصورات صحيحة و مستدامة عن الواقع المعاصر و بناء وعي يصلح لمواجهة التحديات العلمية و الاقتصادية و الثقافية التي تواجه المجتمعات العربية»
ويعتبر خالد صقر من مؤيدي الوضعية المنطقية في التحليل المنطقي لقضايا الفلسفة، وله جهود في التعريف بآراء «حلقة فيينا» في عدد من المحاضرات والمقالات، كما أنه من أشد الناقدين لما يسمى «بالإعجاز العلمي في القرآن والسنة» ويرى أن هذا الموضوع يعكس جهلاً مدقعاً بفلسفة العلوم ومناهج البحث العلمي لدى العاملين به كما يرى أنه يضعف قدسية النصوص في الوعي الجمعي للمجتمع المسلم، ويرى ضرورة الفصل بين مناهج البحث العلمي القائمة على الانطباعات والتجارب والخبرات الحسية المادية وبين مناهج التفسير والاستدلال لنصوص الوحي القائمة على الإيمان بالغيب.
أما بالنسبة للفكر الإسلامي المعاصر فيرى خالد صقر أن الفكر الإسلامي قد تجمد وتكلس منذ مايزيد عن أربعة قرون ولم يواكب التغيرات النوعية التي شهدتها الحضارة البشرية لا من حيث الأصول ولا النسق ولا النتائج والمنجزات، وعلى ذلك فيعزو الأزمة الحضارية التي تعيشها المجتمعات المسلمة إلى التخلف الرهيب في الفكر الإسلامي وغياب مصادر وأصول الحضارة الإسلامية عن الواقع العالمي المعاصر بما جعل الأمة عاجزة عن مواجهة التحديات التي فرضها الاستعمار وفرضتها الحضارة الغربية.
كما يعتبر د. خالد صقر من أشد الناقدين للتيارات الإسلامية على اختلاف مذاهبها وتوجهاتها، فيرى أن الحركات أو التيارات الإسلامية تعاني من حالة فصام فكري بينها وبين المجتمعات العاملة بها، كما يرى أن البناء الهرمي للتيارات الإسلامية يتناقض مع البناء المعرفي للإسلام
و على ذلك فهو يقف ضد الانخراط في أي تيار إسلامي حركي ويرى أن تجاوز «العتبة الحزبية» والانصهار في البعد المجتمعي هو أول خطوة للإصلاح، ويعزو الفشل الذريع لكل تجارب التيار الإسلامي في الوطن العربي إلى هذا الفصام الفكري. وعلى الرغم من انتقاده للحداثة الغربية، إلا أن د. خالد صقر يرى أن أحد أهم الإشكاليات الفكرية لدى التيار الإسلامي هي القول «بتكرار التاريخ»
فيرى أن «الخلل المركزي في الفكر الإسلامي المعاصر يكمن في انصراف أصحاب هذا الفكر عن الواقع كلياً واستغراقهم في التاريخ انطلاقاً من اعتناقهم لفكرة تكرار التاريخ» 
وعلى ذلك فهو يقول أنه «لابد من تحطيم أسطورة تكرار التاريخ لنفسه وما يتعلق بها من فلكلور وميثولوجيا عربية قبل أن نبدأ في الحديث عن أي أفق للتقدم والاستقلال»
بالنسبة للاقتصاد السياسي فيعتبر د. خالد صقر من ناقدي النظام العالمي الجديد والرأسمالية بشكل عام، وهو من المعجبين بفلسفة ماركس على الرغم من انتقاده لتبدياتها التاريخية في تجربة الاتحاد السوفيتي ويعزو فشل هذه التجربة إلى أدلجة فلسفة ماركس والتي صاحبت ثورتي فبراير وأكتوبر وتجريد الماركسية من جدلياتها، ويستدل على ذلك بالصراع بين لينين الممثل الأول للشيوعية السوفيتية من جهة وكبار منظري الماركسية مثل تروتسكي وبليخانوف من جهات،
كما يرى أن التلازم بين الماركسية والداروينية ليس ضرورياً ولا حتمياً من الناحيتين الفلسفية والتاريخية.
كما يرى د. خالد صقر أن النظر إلى فلسفة ماركس باعتبارها فلسفة «وصفية» لا «تفسيرية» يحل الكثير من الإشكاليات التي قد تتبدى عند تأمل هذه الفلسفة من منظور ديني.
كما يرى أن الكثير من منجزات العلم خلال النصف الثاني من القرن العشرين تساعد على تأييد هذا التغيير في النظر إلى الماركسية، مثل سقوط الحتمية حتمية من خلال مكتشفات ميكانيكا الكم، ويرى أن الماركسية يمكنها أن تزودنا بأدوات فعالة وجاهزة في مواجهة الاستعمار الاقتصادي للمجتمعات الفقيرة وسيطرة الرأسمالية الاحتكارية على موارد ومقدرات الشعوب المهمشة، بخلاف الفكر الإسلامي الذي يحتاج أولاً لتحريره من هيمنة التيارات الحركية ذات التنظيم الهرمي ثم إلى تجديد مركزي وجذري ليصبح قادرًا على تزويدنا بمثل هذه الأدوات كما تشهد على ذلك تجربة التيارات الإسلامية في القرن العشرين وأيضاً تجربتها في الثورات العربية الأخيرة.
من أهم المقالات
- مدخل إلي فلسفة العلوم: النشأة التاريخية وإشكاليات الواقع[27]
- التدقيق المتناهي والمبدأ الأنثروبي.. حول موقف فلسفة العلوم المعاصرة من الكون[28]
- بين العلم واللاعلم: قابلية الخطأ ووهم الحقيقة العلمية المطلقة[29]
- الأنموذج الفلكي المعاصر للنظام الشمسي: وأثره على الخلاف الفقهي حول تحديد مطالع الشهور الهجرية[30]
- الدولة المدنية بين الإسلام ومكتسبات الحضارة المعاصرة.. نظرة تاريخية[31]
- الماركسية: هنا والآن[32]
- الجامعات البحثية والنهضة العلمية لمصر[33]
- إعادة هيكلة منظومة البحث العلمي في مصر[34]
- ملامح أزمة البحث العلمي في مصر[35]